# Bunodactis octoradiata
Bunodactis octoradiata is een zeeanemonensoort uit de familie Actiniidae.
Bunodactis octoradiata is voor het eerst wetenschappelijk beschreven door Carlgren in 1899.